# 1966 en football
Cet article présente les faits marquants de l'année 1966 en football.

## Chronologie
- 4 mai : Sepp Maier reçoit sa première sélection en équipe d'Allemagne, à l'occasion d'une rencontre amicale face à l'Irlande à Dublin.
- 5 mai : le Borussia Dortmund remporte la Coupe des vainqueurs de Coupe en battant en finale le club anglais de Liverpool. C'est le premier trophée européen gagné par un club allemand.

- 11 mai : le Real Madrid remporte la Ligue des champions face au Partizan Belgrade. Il s'agit du sixième titre pour le Real Madrid dans cette compétition.

- 22 mai, Coupe de France, finale : au Parc des Princes de Paris, le Racing Club de Strasbourg remporte la Coupe de France en battant le FC Nantes sur le score de 1 à 0. C'est la deuxième Coupe de France gagnée par les joueurs alsaciens.

- 8 juillet : le Wydad AC remporte la Supercoupe du Maroc devant le COD Meknès sur le score de 4-3 au stade d'Honneur à Casablanca.
- 11 juillet : début de la Coupe du monde de football qui se déroule en Angleterre. En match d'ouverture, l'Angleterre et l'Uruguay se neutralisent (score : 0-0).

- 30 juillet : l'Angleterre remporte la Coupe du monde face à l'Allemagne de l'Ouest. Le score est de 4 buts à 1 après prolongation. Il s'agit de la première Coupe du monde remportée par l'Angleterre.

- 21 septembre : le FC Barcelone remporte la Coupe des villes de foires face au Real Saragosse.

## Champions nationaux
- Le TSV Munich 1860 remporte le championnat d'Allemagne.
- Liverpool remporte le championnat d'Angleterre.
- L'Atlético de Madrid remporte le championnat d'Espagne.
- Le FC Nantes remporte le championnat de France.
- L'Inter Milan remporte le championnat d'Italie.
- Le RSC Anderlecht remporte le championnat de Belgique.
- L'Ajax Amsterdam remporte le championnat des Pays-Bas.
- Le Wydad AC remporte le championnat du Maroc.

## Naissances
Plus d'informations : Liste de personnalités du football nées en 1966.
- Roman Abramovitch
- Éric Cantona
- Alessandro Costacurta
- Christophe Galtier
- Rémi Garde
- Bruno Génésio
- René Higuita
- Julen Lopetegui
- Gianluca Pagliuca
- Romário
- Dmitri Rybolovlev
- Vincenzo Scifo
- Teddy Sheringham
- Hristo Stoitchkov
- Cláudio Taffarel
- George Weah
- Gianfranco Zola

## Décès
- 30 juin : Joe Mears, footballeur puis entraîneur anglais.
- 27 décembre : Guillermo Stábile, footballeur argentin.

## Liens
- RSSSF : Tous les résultats du monde